# Пантікапей

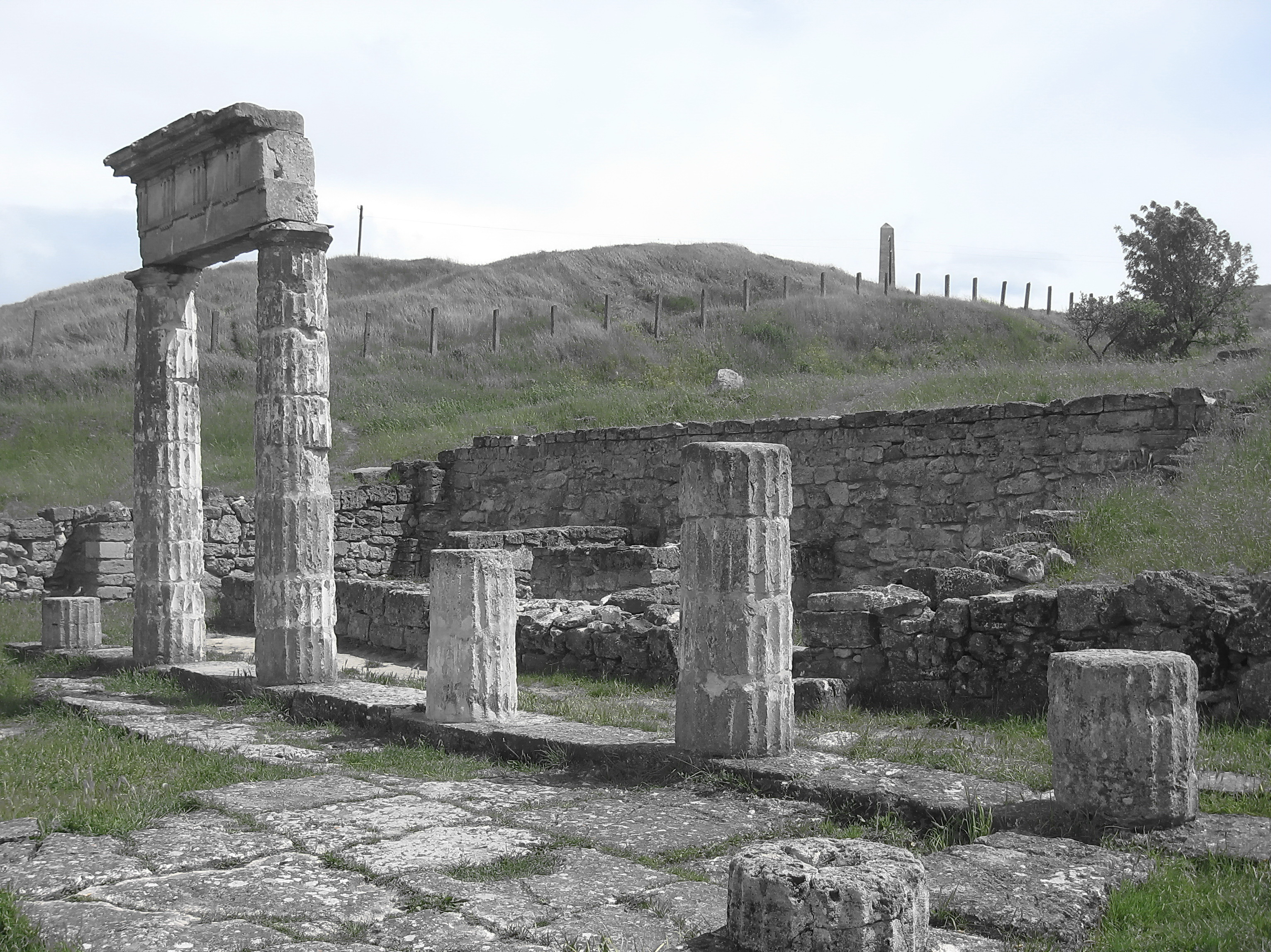

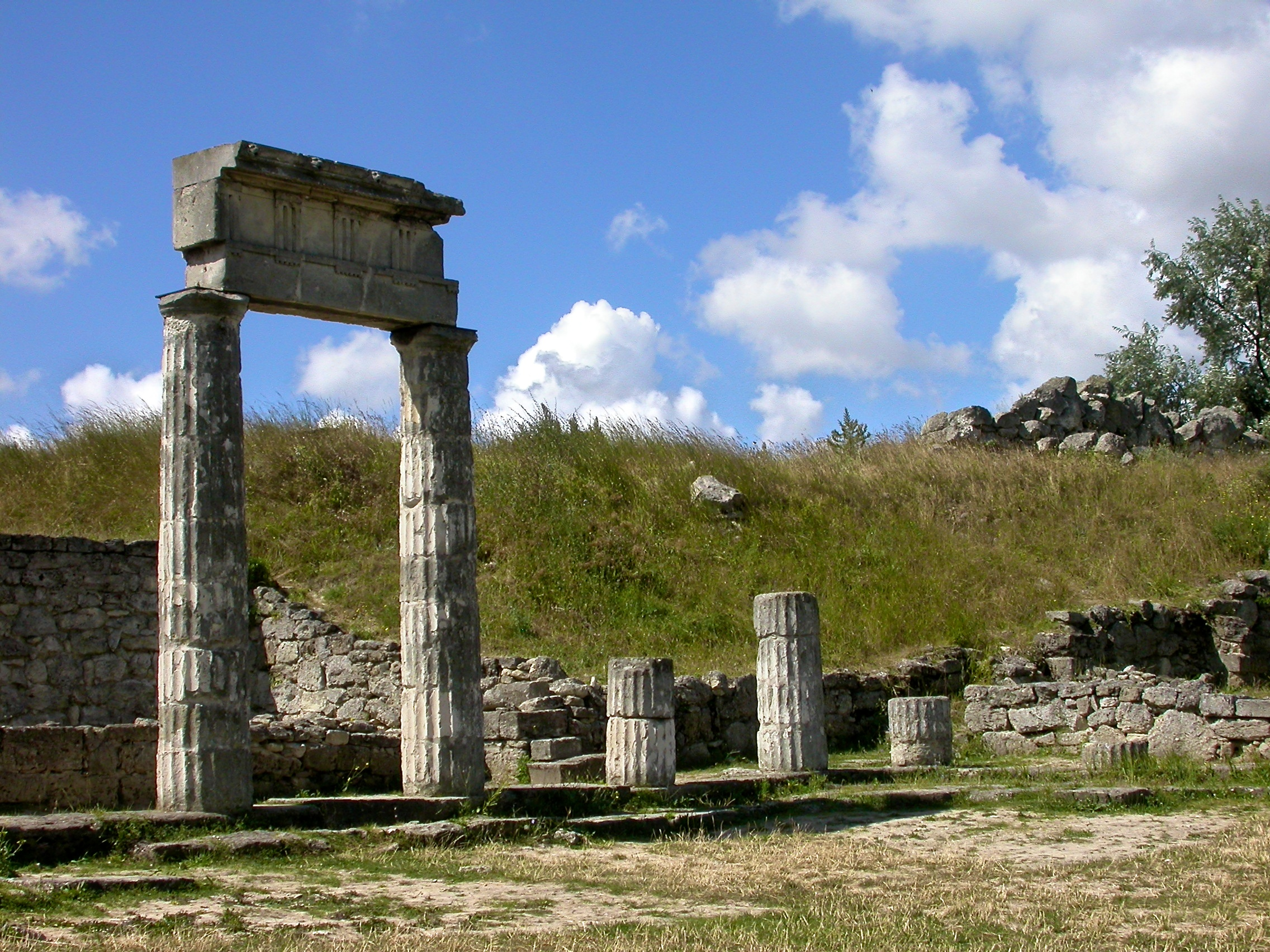
Руїни Пантікапею

Пантікапе́й (грец. Παντικάπαιον  можливо від іранського Panti-Kapa рибний шлях) — давньогрецький поліс, що існував на місці сучасного міста Керч; столиця Боспорського царства.
Деякі давні джерела стверджують, що в Пантікапеї народився Геракл — легендарний прабатько скіфів і тевкрів.

## Міф про заснування Пантікапею
За часів аргонавтів син Еета, переслідуючи елінів, які вкрали Медею і золоте руно, прибув з Колхіди, з володінь свого батька, на берег Боспору Кімерійського. Тут він отримав від скіфського царя Агаета частину землі та заснував Пантікапею. При цьому пантікапейці повідомляли, що назва міста взята від назви річки Пантікапеї (згадував ще Геродот), яка відмежовує землю скіфів-землеробів від землі скіфів-кочівників. Назва річки Пантікапея, як і назва міста, пов'язана з богом Паном, лик якого часто зображався на монетах Пантікапеї.

## Історія
Пантікапей був заснований у 1-й половині 6 століття до н. е. на західному березі Керченської протоки (на місці сучасної Керчі) переселенцями з Мілета та інших центрів Давньої Греції. З 2-ї половини 6 століття до н. е. карбував власну монету. З утворенням близько 480 до н. е. Боспорської держави став її столицею.
Розквіт Пантікапея припадає на 5 — початок 3 століття до н. е., коли він був найбільшим ремісничим і торговельним центром Північного Причорномор'я. Площа Пантікапея дорівнювала близько 100 га. Він був розташований на схилах та біля підніжжя сучасної гори Мітрідат. На вершині гори був акрополь з храмами Аполлона, Кібели та палацами правителів Боспору. В приморській частині розташовувалась агора та великий порт, до якого прибували товари із Середземномор'я (оливкова олія, вино, керамічний посуд) та скіфських земель (хліб, риба, шкіра). На схилах гори стояли будинки заможних жителів міста. Халупи трударів купчилися на околицях міста. Пантікапей був оточений оборонним муром. За межами міста на північ, захід та південь простягся некрополь із похованнями царів, знатної верхівки населення міста (кургани Юз-Оба, Золотий курган) та пересічного населення.
Наприкінці 2 століття до н. е. Пантікапей став осередком повстання на чолі з Савмаком.
У IV столітті на економічному житті Пантікапея відбулася соціально-економічна криза, що охопила весь античний світ. У 370-х роках місто зазнало руйнівного удару гунів. У 5 столітті античний Пантікапей перестав існувати.
Про Пантікапей у своїх працях згадували Демосфен, Діодор Сицилійський, Страбон, Клавдій Птолемей, Пліній Старший, Стефан Візантійський.

## Історичні періоди
Боспорське царство з 438 до н. е. і до 335 н. е.
- Утворення держави (VI ст. до н. е. — 480 р. до н. е.);
- Період Археонактидів (480 р. до н. е. — 438—437 р. до н. е.);
- Період Спартокидів (438—437 р. до н. е. — 109 р. до н. е.);
- Під владою Мітрідата і Риму;
- У перші століття нашої ери;
- Розпад Боспорського царства (середина ІІІ ст. — 70-ті рр. IV ст.).

З історії Геродота відомо, що Керченський півострів з заходу оточував вал, який простягався від Феодосії до фортеці Арабат (біля села Кам'янське (Ленінський район). За Геродотом цей рів був викопаний рабами скіфів, під час їхньої відсутності. Пізніше вал, який йшов на тому ж місці, називали Асандровським (360 стадій). Боспорський правитель Асандр зміцнив укріплення поставивши вал та на ньому 360 башт (на кожній стадії по башті). Гербом Керченського півострова був грифон. Грифон був зображений над брамою Керченської фортеці.
Діодор Сицилійський описав Боспорське царство до кінця правління Перісада (38 років). Перісад в давніх написах називається архонтом Боспору та Феодосії. Діодор Сицилійський називає Перісада — царем Понтійським.
У володіння Боспорського царства при Перісаді, входили землі від Асадровського валу до Боспору Кімерійського, а також північно-східний берег Азовського моря. Від Кавказьких гір на всій їхній протяжності до впадіння річки Кубані в Чорне море. На цій всій території жив скіфський народ, який за місцевостями чи за іншими ознаками називався: синдами, меотами, торетами, дандарами, геніохами, ахеями, оатеями.
Страбон поділяє всю Таврію (Херсонес) на велику та малу. Малим Херсонесом названий сучасний Керченський півострів.
За Страбоном, Пантікапея розташована на горі та заселена навкруги на відстані 20 стадій. На схід розташований порт та корабельня на 30 кораблів, а також місто має акрополь. Вона заснована мілезійцями. Пантікапея та всі прилеглі поселення по обидві сторони Меотійського моря управлялись довгий час монархами, з яких найбільш знаменитими є Левкон, Сатур та Парисад. Управління це тривало до останнього Парисада, який передав свою владу Мітрідату. Всі ці володарі, починаючи від Парисада та Левкона називалися деспотами, попри те що багато з них були людяні. Парисада вшановували навіть як бога. Останній з володарів Боспору, однакового з ним імені, не в змозі більше чинити супротив скіфам, які брали данину більшу ніж раніше, передав свою владу Мітрідату Евпатору, від якого це царство, більша частина якого була розташована в Європі, а менша в Азії, перейшла під владу римлян. Мешканці цієї місцевості називалися скіфами-землеробами, на відміну від скіфів-кочівників, які харчувалися м'ясом, а також сиром і молоком кобил, як свіжим так і кислим, тому поет і назвав усіх, які тут жили, ссавцями.
Під час правління ханів, Керч, за свідченням Мартина, був незначним містом з фортецею. Фортеця була зруйнована з того часу коли Кримське ханство прийняло вассалітет османів. Турецький султан забороняв кримським татарам мати на півострові фортеці, крім Перекопу та Арабату.

## Нумізматика Пантікапею

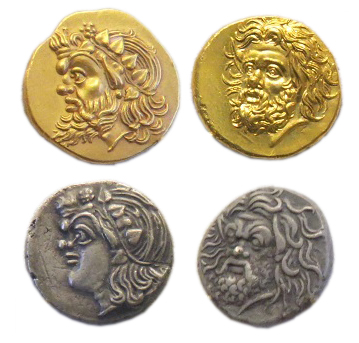

У середині 6 ст. до н. е. Пантікапей карбував власні монети. Перші монети Пантікапею на аверсі містили голову лева, а на реверсі — квадрат. Такі монети карбувалися до останньої чверті 5 ст. до н. ери, а в останній чверті на реверсі з'являється голова вола в профіль з шестикутною зіркою. В кінці 5 ст. до н. е. з'являється також скорочений надпис: ПА, ПАН, ПАНТІ. В кінці 6 ст. карбувалася також монета на аверсі якої був муравель, а на реверсі — квадрат. Третя серія монет походить з другої чверті 5 ст. до н. е. На цих монетах крім голови лева та квадрату на реверсі був напис АПОЛЛ. У 4 ст. припинилося карбування монет у Німфеї, Фанагорії, Феодосії. В цьому періоді Боспорської держави монета карбується лише в Пантикапеї. В цей період змінюється іконографія монет. До кінця 2 ст. до н. е. карбуються монети з головою безбородого Сатира або бородатого в профіль, або в фас Селена. На реверсі таких монет зображувався внизу колосок, а над ним грифон і надпис ПАН. У ранньому періоді монети з головою Сатира на реверсі містили стрілу з луком. У середині 3 ст. до н. е. карбувалася серія монет з головою Аполлонa та триногом разом зі скороченням: ПАН. Напис ПАНТІ комбінувався в третій чверті 3 ст. до н. е. з головою Посейдона на аверсі.

## Пантеон
Найпоширенішим культом в античній Пантікапеї був культ Аполлона Цілителя, який вважався покровителем цього міста. Символами Аполлона був треножник, грифон і ліра, саме ці символи зображались на монетах Пантікапею. Найчастіше на таких монетах зустрічалась голова Пана та Аполлона. Другим найпоширенішим культом був культ Артеміди (Артеміда Ефезія). Поклонялися в Пантикапеї також Афродиті. На збережених посвятах Афродити, на одному з них вона вказана як Афродіта Уранія Апатуріон Медуза. Поклонялися в Пантикапею також Деметрі, в одній з посвят вона вказана як Деметра Тесмофорія, також посвяти були Діонісу і Гераклу. Апатуріон — скіфська назва Афродити Уранії. Храми посвячені Афродиті Уранії знаходилися в Фанагорії й Апатуроні (пізніше урочище Апатуріон).